# Diócesis de Lincoln
La diócesis de Lincoln (en latín: Dioecesis Lincolnensis y en inglés: Roman Catholic Diocese of Lincoln) es una circunscripción eclesiástica de la Iglesia católica en Estados Unidos. Se trata de una diócesis latina, sufragánea de la arquidiócesis de Omaha. Desde el 14 de septiembre de 2012 su obispo es James Douglas Conley.

## Territorio y organización
La diócesis tiene 61 756 km² y extiende su jurisdicción sobre los fieles católicos de rito latino residentes en la parte del estado de Nebraska ubicada al sur del río Platte.
La sede de la diócesis se encuentra en la ciudad de Lincoln, en donde se halla la Catedral de Cristo Resucitado.
En 2021 en la diócesis existían 134 parroquias.

## Historia
La diócesis de Lincoln fue erigida el 2 de agosto de 1887 con el breve Quae catholico nomini del papa León XIII, obteniendo el territorio de la diócesis de Omaha (hoy arquidiócesis).
Originalmente sufragánea de la arquidiócesis de Dubuque, pasó a formar parte de la provincia eclesiástica de Omaha el 4 de agosto de 1945.
La diócesis de Lincoln es la única diócesis de Estados Unidos que ha optado por reservar la tarea de monaguillo a los hombres, con el fin de fomentar las vocaciones sacerdotales, que son bastante numerosas en la diócesis.

## Estadísticas
Según el Anuario Pontificio 2022 la diócesis tenía a fines de 2021 un total de 94 698 fieles bautizados.
| Año                                                                             | Población            | Población | Población      | Sacerdotes | Sacerdotes    | Sacerdotes    | Bautizados por sacerdote | Diáconos permanentes | Religiosos | Religiosos | Parroquias |
| Año                                                                             | Bautizados católicos | Total     | % de católicos | Total      | Clero secular | Clero regular | Bautizados por sacerdote | Diáconos permanentes | Varones    | Mujeres    | Parroquias |
| ------------------------------------------------------------------------------- | -------------------- | --------- | -------------- | ---------- | ------------- | ------------- | ------------------------ | -------------------- | ---------- | ---------- | ---------- |
| 1950                                                                            | 39 695               | 556 687   | 7.1            | 177        | 156           | 21            | 224                      |                      | 35         | 222        | 141        |
| 1966                                                                            | 57 459               | 525 459   | 10.9           | 174        | 150           | 24            | 330                      |                      | 45         | 287        | 139        |
| 1970                                                                            | 58 615               | 516 800   | 11.3           | 156        | 135           | 21            | 375                      |                      | 34         | 240        | 137        |
| 1976                                                                            | 62 453               | 507 133   | 12.3           | 132        | 112           | 20            | 473                      |                      | 29         | 198        | 133        |
| 1980                                                                            | 66 517               | 511 400   | 13.0           | 132        | 109           | 23            | 503                      |                      | 44         | 170        | 133        |
| 1990                                                                            | 78 599               | 521 510   | 15.1           | 136        | 123           | 13            | 577                      |                      | 27         | 176        | 133        |
| 1999                                                                            | 88 056               | 516 662   | 17.0           | 155        | 143           | 12            | 568                      | 2                    | 9          | 125        | 134        |
| 2000                                                                            | 88 056               | 516 662   | 17.0           | 146        | 135           | 11            | 603                      | 2                    | 19         | 135        | 136        |
| 2001                                                                            | 89 225               | 538 527   | 16.6           | 144        | 134           | 10            | 619                      | 2                    | 70         | 140        | 134        |
| 2002                                                                            | 89 331               | 539 348   | 16.6           | 145        | 136           | 9             | 616                      | 2                    | 65         | 131        | 134        |
| 2003                                                                            | 89 412               | 539 348   | 16.6           | 145        | 137           | 8             | 616                      | 2                    | 71         | 128        | 136        |
| 2004                                                                            | 89 431               | 539 402   | 16.6           | 148        | 139           | 9             | 604                      | 2                    | 65         | 134        | 136        |
| 2010                                                                            | 95 445               | 580 275   | 16.4           | 151        | 141           | 10            | 632                      | 3                    | 85         | 137        | 133        |
| 2013                                                                            | 97 552               | 594 977   | 16.4           | 151        | 141           | 10            | 646                      | 2                    | 86         | 148        | 134        |
| 2016                                                                            | 97 597               | 606 212   | 16.1           | 163        | 152           | 11            | 598                      | 2                    | 96         | 138        | 134        |
| 2019                                                                            | 97 090               | 617 658   | 15.7           | 167        | 157           | 10            | 581                      | 1                    | 89         | 136        | 134        |
| 2021                                                                            | 94 698               | 621 418   | 15.2           | 171        | 161           | 10            | 553                      | 1                    | 94         | 143        | 134        |
| Fuente: Catholic-Hierarchy, que a su vez toma los datos del Anuario Pontificio. |                      |           |                |            |               |               |                          |                      |            |            |            |

## Episcopologio
- Thomas Bonacum † (9 de agosto de 1887-4 de febrero de 1911 falleció)
- John Henry Tihen † (12 de mayo de 1911-21 de septiembre de 1917 nombrado arzobispo de Denver)
- Charles Joseph O'Reilly † (20 de marzo de 1918-4 de febrero de 1923 falleció)
- Francis Joseph Beckman † (23 de diciembre de 1923-17 de enero de 1930 nombrado arzobispo de Dubuque)
- Louis Benedict Kucera † (30 de junio de 1930-9 de mayo de 1957 falleció)
- James Vincent Casey † (14 de junio de 1957-18 de febrero de 1967 nombrado arzobispo de Denver)
- Glennon Patrick Flavin † (29 de mayo de 1967-24 de marzo de 1992 retirado)
- Fabian Wendelin Bruskewitz (24 de marzo de 1992-14 de septiembre de 2012 retirado)
- James Douglas Conley, desde el 14 de septiembre de 2012[nota 1]